# Amaninatakilebte
Amaninatakilebte war ein nubischer König, der vermutlich gegen Ende des 6. vorchristlichen Jahrhundert regierte.
Er ist bisher nur durch seine Pyramide Nu 10 in Nuri und einige beschriftete Blöcke aus Meroe bekannt. In seiner Pyramide fand sich ein vergoldeter Zylinder, wie er auch im Grab des Aspelta gefunden wurde, dessen Funktion aber noch nicht bekannt ist.